# Big Mouth
Big Mouth é uma série de animação americana sobre amadurecimento criada por Andrew Goldberg, Nick Kroll, Mark Levin e Jennifer Flackett para a Netflix.
A série é centrada em adolescentes baseados na criação de Kroll e Goldberg no subúrbio de Nova York, com Kroll expressando sua juventude fictícia. Big Mouth explora a puberdade enquanto "abraça a franqueza sobre o corpo humano e o sexo".
A primeira temporada, consistindo em dez episódios, estreou na Netflix em 29 de setembro de 2017, e a segunda temporada foi lançada em 5 de outubro de 2018. A terceira temporada foi precedida por um episódio especial do Dia dos Namorados em 8 de fevereiro de 2019, e o resto da terceira temporada foi lançado em 4 de outubro de 2019. Em julho de 2019, a Netflix renovou a série para uma sexta temporada. A quarta temporada foi lançada em 4 de dezembro de 2020.
Big Mouth recebeu avaliações predominantemente favoráveis da crítica especializada.

## Enredo
A série segue um grupo de estudantes e amigos da 7ª série no subúrbio da cidade de Nova York, como protagonistas os melhores amigos Nick Birch e Andew Glouberman, enquanto eles estão a caminho da puberdade e, consequentemente, das dificuldades que ela traz como a vontade de se tocar e a excitação. Junto com esta fase surgem os super-sexualizados "anjos-da-guarda" como seus monstros hormonais: Maurice (que segue e importuna Andrew, Matthew e ocasionalmente, Nick), Connie–a Monstra Hormonal (que segue e importuna Jessi, Nick e ocasionalmente Missy) e Mona (que importuna Missy). Durante a série, as crianças interagem com pessoas e objetos personificados que oferecem confusos, porém bons conselhos para as suas vidas durante a puberdade, incluindo o fantasma de Duke Ellington, uma Estátua da Liberdade com sotaque francês, um travesseiro que é capaz de engravidar, uma barra de Adderall, e até as próprias genitálias de Jessi. Eles procuram seu destino enquanto a puberdade os destrói mentalmente e fisicamente.

## Elenco

### Principal
- Nick Kroll como:
  - Nicholas Arsenio "Nick" Birch, um menino quase adolescente que vive com pais amorosos e superprotetores. Ele também tem um irmão mais velho chamado Judd e uma irmã mais velha chamada Leah. Ao longo da série, Nick está cada vez mais inseguro sobre sua masculinidade e desenvolvimento geral, pois se torna evidente que ele desabrocha tarde em comparação com seus amigos. Ocasionalmente, ele aprende a valorizar seu corpo e suas emoções, com a ajuda de seus entes queridos e algumas outras figuras.
  - Maurice, o Monstro Hormonal, também conhecido como "Maury", nome completo Maurice Beverley, um monstro de voz rouca que segue Andrew e é responsável por seus desejos sexuais taciturnos, que frequentemente ocorrem em momentos inadequados. Ele é revelado como vindo de uma dimensão alternativa onde várias criaturas diferentes, como ele mesmo, representam e gerenciam as etapas da vida humana. Ele mostra ser capaz de interagir com outros meninos, como Nick e Jay. Ele também é o Monstro Hormonal de Matthew.
  - O treinador Steve, o professor de ginástica do ensino médio com voz estridente, que é incompetente e excessivamente falante, muitas vezes tentando fazer com que seus colegas - ou até mesmo os alunos - saiam (muitas vezes sem sucesso). Ele é extremamente infantil. É revelado na 2ª temporada que ele é virgem, embora no final ele perca a virgindade com a mãe de Jay, com quem ele tem um caso de uma noite depois que ela se aproxima dele sexualmente. Ele é o único personagem não afetado por o Mago da Vergonha porque ele é incapaz de sentir vergonha. Na 3ª temporada, ele tem um trabalho diferente a cada vez que aparece até o episódio "Assédio Sexual: o Musical" ele consegue seu emprego de volta como treinador de ginástica.
  - Rick, o Monstro Hormonal, um Monstro Hormonal antigo, disfuncional, mas entusiasmado, que segue o treinador Steve e depois Nick. Ele logo se aposenta, no entanto, depois que Steve perde a virgindade, passando sua posição como monstro hormonal de Nick para Tyler. Ele se torna o monstro hormonal de Nick novamente depois que Nick e Connie se separam.
  - Lola Ugfuglio Skumpy , uma garota popular mal-humorada que tem medo de perder seu status social e a aprovação de sua melhor amiga, Devin. Na 4ª temporada, ela e Jay começam a namorar.
  - Nick Starr, a futura versão de Nick que apresenta um game show e vive sozinho com uma versão robô de Andrew.
  - Kroll também dá voz a Mila e Lotte Janssen, a Estátua da Liberdade, uma joaninha profana, Joe Walsh, os fantasmas de Picasso e Richard Burton, Sylvester Stallone, uma garota da webcam, Abuela de Gina, Bad Mitten e Rabino Poblart.
- John Mulaney como Andrew Glouberman, um garoto e melhor amigo de Nick, que passa a maior parte do tempo se masturbando furtivamente. Ele é judeu.
  - Mulaney também dubla Mint, Vovô Andrew, Babe the Blue Ox e Detetive Florez.
- Jessi Klein como Jessica Cobain "Jessi" Glaser, uma garota sarcástica e esperta. Seu pai, Greg, é um drogado desempregado e sua mãe, Shannon, está namorando secretamente com outra mulher. Ela fica menstruada pela primeira vez em uma viagem escolar à Estátua da Liberdade. Embora Jessi já tenha beijado Nick antes, especificamente no primeiro episódio "O Milagre da Ejaculação", ela depois teve muitas sessões de beijos franceses com Jay. Como Andrew, ela é judia, pois tem um Bat Mitzvah em "Eu Sobrevivi o Bat Mitzvah de Jesse".
  - Klein também expressa a possível ancestral de Jessi, Margaret Daniels, em "Duke".
- Jason Mantzoukas como Jay Bilzerian, um impetuoso garoto armênio americano que é obcecado por magia e sexo. Ele faz sexo com um travesseiro que transformou em um brinquedo sexual. Sua mãe permite que o treinador Steve tenha um caso de uma noite com ela na 2ª temporada. Ele tem dois irmãos mais velhos, Kurt e Val, que frequentemente o intimidam. Seu pai é advogado de divórcio, e Jay tem o hábito de citar os comerciais da lei de seu pai, sempre ouvindo seus amigos para parar. Jay está obcecado pela mãe e pelo pai de Nick e deseja uma família amorosa. Na 2ª temporada, Jay começa um relacionamento potencial com Matthew, um garoto abertamente gay na escola. Após o beijo dos dois, Jay questiona sua orientação sexual. Durante a 3ª temporada, Jay continua questionando sua orientação sexual, mas chega à conclusão de que é bissexual. Na 4ª temporada, ele e Lola começam a namorar.
  - Mantzoukas também dá voz a Guy Bilzerian, o pai de Jay e o fantasma de Sócrates.
- Jenny Slate (temporadas 1-4)[11] e Ayo Edebiri (temporada 4)[12] como Missy Foreman-Greenwald, uma garota nerd e gentil.
  - Slate também expressou Mirror Missy (Missy do Espelho), a reflexão verbalmente abusiva de Missy, destinada a representar as inseguranças sobre seu corpo, bem como a raiva reprimida de Missy.
  - Slate também expressa Vicky, a amiga delinquente de Cherry.
  - Slate também dá voz a Taffiny, uma farmacêutica, uma enfermeira da Paternidade Planejada, Sra. Razz, The Implant (O Implante), o Fuck Gremlin, a irmã de Matthew, Britney, e a nova namorada de Greg, Caitlyn.
  - Edebiri é inicialmente ouvida como Mosaic Missy (O Mosáico de Missy), um amálgama de todos os diferentes alter-egos e traços de personalidade de Missy.
- Jordan Peele como o Fantasma de Duke Ellington, o falecido músico de jazz cujo espírito agora vive no sótão de Nick e às vezes lhe oferece conselhos.
  - Com a participação especial de Ludacris, o pitbull de Jay, que sofre de uma rara condição médica que o torna terrivelmente autoconsciente.
  - Peele também expressa os fantasmas de Freddie Mercury, David Bowie e Prince, Atlanta Claus, um DJ, o pai de Missy, Cyrus, Patrick Ewing e um dos Cavaleiros de St. Joseph.
    - Brendan McCreary fornece o fantasma da voz de Freddie Mercury para cantar.
- Maya Rudolph como:
  - Connie, a Monstra Hormonal, que inicialmente segue Jessi (e às vezes Missy) e as incentiva a abraçar seus desejos mais selvagens. No final da 2ª temporada, ela se torna o Monstro Hormonal de Nick, apesar de ele ser um menino, o que funciona bem com os dois.
  - Diane Birch, a mãe amorosa de Nick.
  - Rudolph também dubla um tapete de banho, os fantasmas de Elizabeth Taylor e Whitney Houston, a diretora Barren, a senhorita Clinkscales, a professora de piano de Ellington e Gayle King.
- Fred Armisen como Elliot Birch, o pai amoroso de Nick, que frequentemente compartilha histórias inadequadas.
  - Armisen também expressa o fantasma de Antonin Scalia, um motorista de ônibus, Stavros e Bob, o Monstro Hormonal.
- Andrew Rannells como Matthew MacDell, um estudante gay extravagante que ama o drama e espalhar fofoca.

### Recorrente
- Paula Pell como Barbara Glouberman, mãe de Andrew e esposa de Marty.
- Richard Kind como Marty Glouberman, o pai rabugento e estereotipadamente judeu de Andrew, marido de Bárbara e amante de vieiras.
- Seth Morris como Greg Glaser, o pai perpetuamente chapado de Jessi Glaser e marido de Shannon Glaser.
- Jessica Chaffin como Shannon Glaser, a mãe de Jessi Glaser e a esposa infiel de Greg Glaser.
- June Diane Raphael como Devin LeSeven, uma estudante popular na escola.
- Jak Knight como DeVon, o namorado de Devin e outro estudante popular, que pode ou não ser mais velho do que aparenta. Na 4ª temporada, ele termina com Devin.
- Gina Rodriguez (temporada 2–em diante) como Gina Alvarez, uma garota paraguaia muito desenvolvida fisicamente no time de futebol de Missy e Jessi, cujo súbito desenvolvimento puberal causa um rebuliço na escola.
- Neil Casey como Lars, um estudante em uma cadeira de rodas.
  - Casey também dá voz ao Detetive Dumont.
- Joe Wengert como Caleb, um estudante, implicado estar no espectro do autismo.
  - Wengert também dá voz a Lump Humpman, um padre, Stan, O Monstro Hormonal.
- Fran Gilesspie como Samira, uma estudante que fala baixinho e começa a namorar Ali.
- Jon Daly como Judd Birch, o irmão mais velho, sombrio e carinhoso de Nick e Leah Birch, e filho de Diane e Elliot Birch.
- Kat Dennings como Leah Birch, a irmã mais velha de Nick Birch e irmã mais nova de Judd Birch.
- Chelsea Peretti como Monica Foreman-Greenwald, mãe de Missy e esposa de Cyrus.
  - Peretti também dá voz a Cellsea, o telefone celular sensível de Nick que ele recebeu de Leah, e "A Pílula".
- Heather Lawless como Jenna "Mãe de Jay" Bilzerian, a mãe de Jay.
- Mark Duplass como Val Bilzerian, um irmão mais velho e agressivo de Jay Bilzerian.
  - Duplass também dá voz a um funcionário.
- Paul Scheer como Kurt Bilzerian, outro irmão mais velho e agressivo de Jay Bilzerian.
  - Scheer também faz a voz de um campista macho com poucos dentes.
- Nathan Fillion como ele mesmo, a celebridade favorita de Missy.
- Rob Huebel como o Sr. Terry Lizer, um professor da escola.
- David Thewlis como o Mago da Vergonha, o inimigo mortal dos Monstros Hormonais que assombra as crianças, alimentando sua vergonha mais profunda.
- John Gemberling como Tyler, O Monstro Hormonal, o Monstro Hormonal imaturo de Nick.
  - Gemberling também dá voz a um guarda de segurança.
- Gil Ozeri como Wiggles, o bichinho de pelúcia de Missy.
  - Ozeri também dá voz a Brad, uma almofada do sofá.
- Kristen Bell como Pam, uma almofada com quem Jay tem uma relação sexual. Bell também expressa uma garota desinteressada.
- Jack McBrayer como o pelo púbico de Nick #1
- Craig Robinson como o pelo púbico de Nick #2
- Rosa Salazar como Miss Benitez, professora da 7ª série.
- Michaela Watkins como Cantor Dina Reznick, o interesse amoroso de Shannon Glaser.
- Zach Woods como Daniel, um menino pelo qual Leah está interessada.
  - Woods também dá voz a uma meia.
- Natasha Lyonne como Suzette, uma almofada de motel.
  - Lyonne também faz a voz de Nadia Vulvokov, sua personagem de Russian Doll.
- Alia Shawkat como Roland, uma amiga de Nick Birch que mora em Manhattan, Nova York.
- Kristen Wiig como os órgãos genitais de Jessi.
- Andy Daly como Dra. Wendy Engle, o doutor de Nick.
  - Daly também expressa um travesseiro de motel e o fantasma de Harry Houdini.
- Harvey Fierstein como Jerome, um homem gay mais velho que mora em Guy Town.
- Jean Smart como Depression Kitty (Kitty da Depressão), uma gata empregada no Departamento da Puberdade.
- Bobby Cannavale como Gavin, um intenso Monstro Hormonal que Nick espera que substitua Tyler, que trabalha como seu assistente e é abusado por ele.
  - Cannavale também dá voz ao agente de Nick Starr.
- Zachary Quinto como Aiden, namorado de Matthew.
- Ali Wong (temporada 3–em diante) como Ali, uma nova aluna pansexual da Bridgeton Middle School.
- Carlos Alazraqui como Gustavo, o personagem masculino do livro The Rock of Gibraltar.
- Gary Cole como Edward MacDell, um veterano da Marinha dos EUA que sabe que seu filho é gay.
- Julie White como Kimberly MacDell, a mãe de Matthew.
- Julie Klausner como Cherry Marashina, anteriormente Cheryl Glouberman, a atraente prima de Andrew na Flórida.
- Emily Altman como "Milk", um campista do sexo masculino que costumam mandar ele "calar a boca".
- Thandie Newton como Mona, a nova Monstra Hormonal de Missy com sotaque britânico.
- Maria Bamford como Tito, o Mosquito da Ansiedade.[13]
  - Bamford também faz Nancy, a terapeuta de Jessi.
- John Oliver como Harry, um conselheiro do campus.
- Seth Rogen como Seth Goldberg, um campista.
- Somali Rose como o macacão de Missy.
- Zach Galifianakis como Gratitoad.
- Josie Totah como Natalie, uma campista transgênero.
- Lena Waithe[13] como Lena, uma das primas de Missy.
- Sterling K. Brown[13] como Michael Angelo, o novo namorado de Jessi.
- Cole Escola como Montel, filho biológico não binário de Maury e Connie.

### Convidado
- Nasim Pedrad como Fátima, a personagem feminina do livro The Rock of Gibraltar.
- Mae Whitman como Tallulah Levine, uma amiga de Leah que gosta de Nick.
- Jon Hamm como Scallops.
- Martin Short como Gordie, o personagem principal do sucesso canadense da Netflix, Gordie's Journey.
- Carol Kane como Menopause Banshee (Banshee da Menopausa).
- Judd Hirsch como Lewis Glouberman, o avô de Andrew.
- Wanda Sykes como a fantasma de Harriet Tubman.
- Rob Riggle como Coronel Adderall, a personificação da medicação para TDAH.
- Antoni Porowski, Tan France, Karamo Brown, Bobby Berk e Jonathan Van Ness do Queer Eye como eles próprios, enviados para reformar o treinador Steve.
- Retta como Daisy Ellington, a mãe de Duke Ellington.
- Paul Giamatti[14] como o cocô de Andrew.
- Maya Erskine e Anna Konkle como Misha e Izzy, dois alunos da 7ª série com quem Nick e Andrew se juntam, e as estrelas de sua própria série Netflix, Cafeteria Girls (Garotas da Lanchonete).
- Quinta Brunson como Quinta, uma das primas de Missy.
  - Brunson também fez a voz de uma garota em um bar que foi atingido pelo jovem Duke Ellington em "Duke".
- Adam Levine, Ed Helms e Matt Rogers como membros da boy band Bros 4 Life.

## Resumo
| Resumo | Resumo | Episódios | Episódios            | Originalmente lançado  |
| ------ | ------ | --------- | -------------------- | ---------------------- |
|        | 1      | 10        | 10                   | 29 de setembro de 2017 |
|        | 2      | 10        | 10                   | 5 de outubro de 2018   |
|        | 3      | 11        | 1                    | 8 de fevereiro de 2019 |
| 10     | 3      | 11        | 4 de outubro de 2019 |                        |
|        | 4      | 10        | 10                   | 4 de dezembro de 2020  |
|        | 5      | 10        | 10                   | 5 de novembro de 2021  |
|        | 6      | 10        | 10                   | 28 de outubro de 2022  |
|        | 7      | 10        | 10                   | 20 de outubro de 2023  |
|        | 8      | 10        | 10                   | 23 de maio de 2025     |

## Episódios

### 1.ª Temporada (2017)
| N.º geral | N.º na temp. | Título Original Título no Brasil                                                                      | Dirigido por     | Escrito por                                                 | Lançamento             |
| --- | ------------ | --- | ---------------- | ----------------------------------------------------------- | ---------------------- |
| 1 | 1            | "Ejaculation" "O Milagre da Ejaculação" (BR)                                                          | Joel Moser       | Nick Kroll, Andrew Goldberg, Jennifer Flackett e Mark Levin | 29 de setembro de 2017 |
| Dias antes do baile da Bridgeton Middle School, Nick Birch acidentalmente vê o pênis de seu melhor amigo Andrew Glouberman e tenta evitar contar a Andrew sobre isso. Com ciúme do pênis de Andrew, Nick briga com Andrew e acredita que ele está levando uma garota mais velha para o baile, até que ela o recusa e o envergonha no baile. O Monstro Hormonal de Andrew não o deixa sozinho e o convence a se masturbar em horários inadequados. Jessi diz a Nick que gosta dele e os dois se beijam pela primeira vez. Nick e Andrew se reconciliam no final da dança. |              | |                  |                                                             |                        |
| 2 | 2            | "Everybody Bleeds" "Todo Mundo Sangra" (BR)                                                           | Bryan Francs     | Kelly Galuska                                               | 29 de setembro de 2017 |
| Em uma viagem escolar à Estátua da Liberdade, Jessi Glaser fica menstruada. Enquanto isso, Nick e Jessi tentam aproveitar as vantagens de ser um casal. |              | |                  |                                                             |                        |
| 3 | 3            | "Am I Gay?" "Sou Gay?" (BR)                                                                           | Mike L. Mayfield | Joe Wengert                                                 | 29 de setembro de 2017 |
| Um trailer do último filme de Dwayne Johnson mostra Andrew questionando sua orientação sexual. Enquanto isso, Jessi e Nick terminam. |              | |                  |                                                             |                        |
| 4 | 4            | "Sleepover: A Harrowing Ordeal of Emotional Brutality" "A Traumática Experiência de Dormir Fora" (BR) | Joel Moser       | Jess Dweck & Victor Quinaz                                  | 29 de setembro de 2017 |
| Nick e Andrew dormem na casa de seu amigo mágico estranho, a casa de Jay Bilzarian. Enquanto isso, Jessi e Missy Greenwald-Foreman têm uma festa do pijama com as garotas populares, Devon e Lola. |              | |                  |                                                             |                        |
| 5 | 5            | "Girls Are Horny Too" "Garotas Também Sentem Tesão" (BR)                                              | Bryan Francis    | Emily Altman                                                | 29 de setembro de 2017 |
| Para uma reportagem de livro escolar, um romance popular torna-se moda entre os alunos do ensino médio e até mesmo entre os pais com desafios românticos de Andrew. Enquanto isso, inspirada no livro, Jessi decide comprar um sutiã novo. |              | |                  |                                                             |                        |
| 6 | 6            | "Pillow Talk" "Conversa de Travesseiro" (BR)                                                          | Mike L. Mayfield | Peter A. Knight                                             | 29 de setembro de 2017 |
| Jay sai da escola quando o travesseiro com o qual tem relações sexuais, Pam, fica grávida. Enquanto isso, Nick e Andrew matam aula para visitar a namorada de Nick do acampamento na cidade. |              | |                  |                                                             |                        |
| 7 | 7            | "Requiem for A Wet Dream" "Réquiem Para Um Sonho Erótico" (BR)                                        | Joel Moser       | Duffy Boudreau                                              | 29 de setembro de 2017 |
| Durante os preparativos para a feira de ciências, Andrew e Missy começam a sair. Enquanto isso, Jessi e Matthew, o garoto gay residente na escola, decidem fazer seu projeto sobre como a vida de Jay é triste como mágico. |              | |                  |                                                             |                        |
| 8 | 8            | "The Head Push" "Empurrar a Cabeça" (BR)                                                              | Bryan Francis    | Emily Altman, Jennifer Flackett e Mark Levin                | 29 de setembro de 2017 |
| Em uma festa do elenco de uma peça no colégio, Jay traz um pouco de bebida para crianças, e Nick tenta ficar com uma garota mais velha. |              | |                  |                                                             |                        |
| 9 | 9            | "I Survived Jessi's Bat Mitzvah" "Eu Sobrevivi o Bat Mitzvah da Jesse" (BR)                           | Mike L. Mayfield | Kelly Galuska                                               | 29 de setembro de 2017 |
| As tensões estão altas no bat mitzvah de Jessi. |              | |                  |                                                             |                        |
| 10 | 10           | "The Pornscape" "Porniverso" (BR)                                                                     | Joel Moser       | Gil Ozeri                                                   | 29 de setembro de 2017 |
| Andrew encontra seu caminho na terra da pornografia na Internet. Enquanto isso, Jessi e Jay decidem se tornar fugitivos. |              | |                  |                                                             |                        |

### 3.ª Temporada (2019)
| N.º geral | N.º na temp. | Título Original Título no Brasil                                      | Dirigido por                     | Escrito por                                            | Lançamento             |
| --- | ------------ | --------------------------------------------------------------------- | -------------------------------- | ------------------------------------------------------ | ---------------------- |
| 21 | 1            | "My Furry Valentine" "O Amor é Um Terror" (BR)                        | Bob Suarez & Kim Arndt           | Andrew Goldberg                                        | 8 de fevereiro de 2019 |
| No Dia dos Namorados, Nick Birch e Jessi Glaser estão se sentindo mal, Jessi por causa da vida amorosa de sua mãe e Nick por ter Connie, A Monstra Hormonal como seu novo Monstro Hormonal. Andrew planeja usar o dia para reconquistar Missy Foreman-Greenwald e o tiro sai pela culatra, o que resulta em ele atacar fisicamente Lars, um menino em uma cadeira de rodas. Jay Bilzerian planeja um encontro com seus travesseiros masculinos e femininos, mas termina com o rompimento deles. Matthew, o único garoto publicamente gay da escola, está começando uma amizade com Jessi e conhece um garoto gay. No jantar, com sua mãe e seu pai, Nick ataca os dois pela primeira vez. Enquanto isso, na festa do Dia dos Namorados na casa de Lola, DeVon, o namorado de Devin, propõe casamento a ela e ela diz que sim. |              |                                                                       |                                  |                                                        |                        |
| 22 | 2            | "Girls Are Angry Too" "Garotas Também Ficam Bravas" (BR)              | Bob Suarez                       | Hayley Adams & JoEllen Redlingshafer & Kelsey Cressman | 4 de outubro de 2019   |
| Duas semanas se passaram após a festa do Dia dos Namorados na casa de Lola. Jay cortou o dedo de Andrew na aula de oficina, o pai de Jay culpando as roupas das meninas. As meninas protestam contra o código de vestimenta do Sr. Lizer. Nick e Andrew tentam descobrir o que as garotas querem. Jay, no meio de sua pausa da masturbação, faz sexo com um peru. |              |                                                                       |                                  |                                                        |                        |
| 23 | 3            | "Cellsea" "Celular" (BR)                                              | Bryan Francis                    | Joe Wengert                                            | 4 de outubro de 2019   |
| Matthew tenta entrar em contato com Aiden novamente. Enquanto isso, Nick recebe um celular de segunda mão de Leah e começa a desenvolver um vício em smartphones, e Andrew o desconecta. |              |                                                                       |                                  |                                                        |                        |
| 24 | 4            | "Obsessed" "Obsessão" (BR)                                            | Joel Moser                       | Kelly Galuska & Jaboukie Young-White                   | 4 de outubro de 2019   |
| A obsessão de Nick pelo celular cresce. Enquanto isso, Matthew sai em seu primeiro encontro com Aiden e Jay colabora com Missy em sua fanfiction cruzada Nathan Fillion / Rock of Gibraltar. |              |                                                                       |                                  |                                                        |                        |
| 25 | 5            | "Florida" "Flórida" (BR)                                              | Kim Arndt                        | Victor Quinaz                                          | 4 de outubro de 2019   |
| Nick vai com a família de Andrew para a Flórida para celebrar Pessach. Enquanto isso, Jay é deixado para trás por sua família enquanto sua casa é fumigada, e ele acaba morando com a família de Nick, que o trata com gentileza. Andrew começa a ter sentimentos por sua prima coquete, Cherry Marashino. A mãe de Andrew começa a entrar na menopausa. |              |                                                                       |                                  |                                                        |                        |
| 26 | 6            | "How To Have An Orgasm" "Como Ter Um Orgasmo" (BR)                    | Bob Suarez                       | Emily Altman                                           | 4 de outubro de 2019   |
| Jessi aprende mais sobre masturbação e sua escova de dentes elétrica, enquanto sua mãe, Shannon Glaser e Cantor Dina Reznick terminam. Enquanto isso, Andrew decide enviar uma foto do seu pau para sua prima. Nick fica com ciúmes de Jay morando em sua casa. |              |                                                                       |                                  |                                                        |                        |
| 27 | 7            | "Duke" "Duke" (BR)                                                    | Bryan Francis                    | Gil Ozeri & Jak Knight                                 | 4 de outubro de 2019   |
| O Fantasma de Duke Ellington conta aos meninos a história de como ele perdeu a virgindade em 1913. |              |                                                                       |                                  |                                                        |                        |
| 28 | 8            | "Rankings" "Rankings" (BR)                                            | Joel Moser                       | Kelly Galuska                                          | 4 de outubro de 2019   |
| Na despedida de solteiro de DeVon, os meninos fazem listas das meninas mais gostosas da 7ª série, começando a febre da lista no Colégio Bridgeton, o que faz com que as meninas façam suas próprias listas. Enquanto isso, depois que uma nova garota pansexual chamada Ali entra na classe, Jay finalmente se torna bissexual. O episódio termina com o "casamento" de DeVon e Devin. |              |                                                                       |                                  |                                                        |                        |
| 29 | 9            | "The ASSes" "Provão" (BR)                                             | Kim Arndt                        | Joe Wengert & Max Silvestri                            | 4 de outubro de 2019   |
| Quando Jay recebe Adderall, ele se concentra melhor nas aulas. Depois de se sair muito bem em sua Academic Skills Survey / Pesquisa de Habilidades Acadêmicas (ou ASS), outras crianças começam a pedir o Adderall de Jay, que ele vende para eles. A mãe de Jessi começa a planejar a vida de Jessi por ela, o que traz de volta a Kitty da Depressão. Durante um dos testes finais, os detetives invadiram a classe e prenderam Jay por tráfico de drogas. |              |                                                                       |                                  |                                                        |                        |
| 30 | 10           | "Disclosure the Movie: The Musical!" "Assédio Sexual: o Musical" (BR) | Bob Suarez                       | Emily Altman & Victor Quinaz                           | 4 de outubro de 2019   |
| Durante os ensaios para o musical de primavera, uma versão musical do filme Disclosure, Nick interpretando Michael Douglas e Missy interpretando Demi Moore, desenvolvem uma tensão sexual, o que leva Missy a conhecer sua nova Monstra Hormonal chamada Mona, terminando em um beijo que Andrew vê. Enquanto isso, o Sr. Lizer se aproveita de Lola e é demitido. Os Cinco Fabulosos do Queer Eye transformam o treinador Steve; depois, ele consegue seu antigo emprego de volta. |              |                                                                       |                                  |                                                        |                        |
| 31 | 11           | "Super Mouth" "Super-Heróis" (BR)                                     | Bryan Francis & Mike L. Mayfield | Gil Ozeri                                              | 4 de outubro de 2019   |
| Durante uma tempestade terrível, todos os alunos da Bridgeton ganham superpoderes. Andrew, que pode ficar invisível, e Nick, que pode mudar de tamanho, começam a lutar. Missy pode controlar o clima com seus sentimentos. Jessi pode fazer as pessoas falarem a verdade com um toque e descobrir como ela e sua mãe estão se mudando para a cidade. Os superpoderes são posteriormente revelados como sendo realmente a imaginação de Caleb, desenhando suas personas de super-heróis enquanto os observa discutir e lutar. A temporada termina com uma nota de incerteza, como Andrew termina sua amizade com Nick, Nick termina com Missy, Jessi e Shannon começam o processo de venda de sua casa e Marty ostenta um tapa-olho por algum motivo desconhecido.                                                            |              |                                                                       |                                  |                                                        |                        |

### 4.ª Temporada (2020)
| N.º geral | N.º na temp. | Título Original Título no Brasil                                     | Dirigido por  | Escrito por                          | Lançamento            |
| --- | ------------ | -------------------------------------------------------------------- | ------------- | ------------------------------------ | --------------------- |
| 32 | 1            | "The New Me" "Meu Novo Eu" (BR)                                      | Andres Salaff | Andrew Goldberg                      | 4 de dezembro de 2020 |
| Nick chega ao acampamento e se encontra com seu amigo Seth Goldberg. Sua cabine encontra Natalie, uma ex-membro de sua cabine que fez a transição. Todos os meninos a incomodam e ela acaba trocando para o beliche de uma menina. Lá, todas as meninas a tratam de forma estranha e Jessi a odeia até que ela percebe que está sozinha e as duas se tornam amigas. Andrew chega ao acampamento depois que seus pais o deixam e Nick tenta deixá-lo com ciúmes até que Seth e Andrew se tornem amigos. Nick começa a se sentir excluído conforme os dois estão saindo mais. Eventualmente, ele desmaia e corre para a floresta onde tem um ataque de pânico e é picado por um mosquito chamado Tito. |              |                                                                      |               |                                      |                       |
| 33 | 2            | "The Hugest Period Ever" "Menstruação Interminável" (BR)             | Bryan Francis | Kelly Galuska                        | 4 de dezembro de 2020 |
| Depois de uma manhã desastrosa de banho com os meninos, Nick decide adiar o seu banho. Enquanto isso, Jessi consegue outro período no acampamento e aprende como inserir absorventes internos. Enquanto isso, Missy e seus pais viajam para Atlanta para visitar seus primos, que ajudam Missy a abraçar sua identidade negra. |              |                                                                      |               |                                      |                       |
| 34 | 3            | "Poop Madness" "Tudo Culpa do Cocô" (BR)                             | Dave Stone    | Gil Ozeri                            | 4 de dezembro de 2020 |
| No último dia de acampamento, Nick explode no show de talentos, Andrew lida com uma prisão de ventre e Seth e Natalie ficam juntos. De volta a Westchester, Jay e Lola convidam seus amigos para uma festa de inauguração da piscina. |              |                                                                      |               |                                      |                       |
| 35 | 4            | "Cafeteria Girls" "Garotas da Lanchonete" (BR)                       | Andres Salaff | Emily Altman                         | 4 de dezembro de 2020 |
| No primeiro dia da 8ª série, Nick e Andrew tentam ficar com duas meninas da 7ª série. Na cidade de Nova York, Jessi está tendo problemas para se ajustar à sua nova escola. |              |                                                                      |               |                                      |                       |
| 36 | 5            | "A Very Special 9/11 Episode" "Onze de Setembro" (BR)                | Bryan Francis | Jak Knight                           | 4 de dezembro de 2020 |
| As crianças em Bridgeton Middle vão em uma viagem de campo ao Museu e Memorial Nacional do 11 de Setembro. Nick e Andrew abandonam a viagem para se encontrar com Jessi e seu novo namorado, Michael Angelo. Matthew decide mexer com o treinador Steve, cujo aniversário também é no dia 11 de setembro, mas se sente mal depois que o treinador Steve fica sabendo dos ataques. Missy e DeVon também abandonam a viagem para se encontrar com sua prima Lena, enquanto DeVon ensina Missy sobre troca de personalidade. |              |                                                                      |               |                                      |                       |
| 37 | 6            | "Nick Starr" "Um Novo Nick" (BR)                                     | Dave Stone    | Victor Quinaz                        | 4 de dezembro de 2020 |
| No futuro ano de 2052, Nick é agora um apresentador de um game show de sucesso em uma Terra distópica, com apenas um assistente robótico inspirado em Andrew como companhia. Abalado com a notícia da morte de Missy em um acidente de carro, Nick recebe dois passes para uma arca espacial, pois o planeta terminaria no dia seguinte. Depois de buscar contatos antigos, ele escolhe Jessi, agora uma ativista que protesta pelos oprimidos. Enquanto a caminho do funeral, Nick bate em uma rua e é levado por Jay para a sua casa de infância, onde ele e Lola dirigem um culto e têm os pais de Nick como escravos sexuais. No funeral de Missy, Nick se aproxima de Jessi e tenta convencê-la. No entanto, os dois fogem quando uma mensagem gravada de Missy toca, revelando que ela foi assassinada e a existência da arca espacial. Depois de passar por turbas furiosas e cavaleiros do deserto, os dois seguem para a arca e fazem sexo enquanto o planeta é destruído. No entanto, Nick é incapaz de atuar, e Jessi revela que ela apenas o enganou para ter acesso à nave e destruí-la. Enquanto Jessi explode a nave, Nick foge em um traje espacial com Tito, com o episódio inteiro sendo revelado como um sonho de ansiedade que Nick teve no ônibus no episódio anterior. |              |                                                                      |               |                                      |                       |
| 38 | 7            | "Four Stories About Hand Stuff" "Quatro Histórias, Várias Mãos" (BR) | Andres Salaff | Mitra Jouhari & Brandon Kyle Goodman | 4 de dezembro de 2020 |
| Depois de ficarem chateados com a exclusão do episódio anterior, Maury e Connie assistem a quatro histórias diferentes sobre como aplicar punhetas. - "Touched by a Jay-ngel / Tocado por um Jay-njo": Boatos voam que DeVon se divorciou de Devin porque ela não lhe deu uma punheta. Depois de uma tentativa ruim, Jay pede a Lola para guiá-lo em seu trabalho manual. - "The Hand M-Aiden's Tale": Matthew sai com os amigos de Aiden, e Maury sugere que Andrew dê uma punheta em Aiden. - "The Glouberman Method / O Método Glouberman": Nick não está impressionado com o método de masturbação Bob Fosse de Andrew, então Andrew decide se masturbar sem o método, apenas para receber algumas notícias tristes. - "Blue Balls / Bolas Azúis": Michael Angelo diz a Jessi para bater uma punheta para satisfazer suas bolas azuis, mas quando Jessi vê o pênis de Michael Angelo, ela ri e eles se separam. |              |                                                                      |               |                                      |                       |
| 39 | 8            | "The Funeral" "O Funeral" (BR)                                       | Bryan Francis | Joe Wengert                          | 4 de dezembro de 2020 |
| Andrew e seus amigos comparecem a um funeral do avô de Andrew, que Andrew ainda acredita ter morrido porque não se masturbou direito. Nick quer contar a Jessi sobre seu sonho. Enquanto isso, a mãe de Matthew acidentalmente vê seu telefone e descobre que ele é gay e o exclui da culinária da igreja. Como vingança, Matthew e Aiden decidem competir na competição. |              |                                                                      |               |                                      |                       |
| 40 | 9            | "Horrority House" "Casa Mal-Assombrada" (BR)                         | Dave Stone    | Emily Altman & Victor Quinaz         | 4 de dezembro de 2020 |
| Na noite de Halloween, a gangue vai a uma casa mal-assombrada de uma irmandade, onde são vítimas de um trote. Nota: Este é o episódio final de Jenny Slate dando voz a Missy. No final, ela conhece "Mosaic Missy", dublada por Ayo Edebiri, que a dubla no restante do episódio e no resto da série. |              |                                                                      |               |                                      |                       |
| 41 | 10           | "What Are You Gonna Do?" "O Que Você Vai Fazer?" (BR)                | Andres Salaff | Gil Ozeri                            | 4 de dezembro de 2020 |
| Após os eventos do episódio anterior, o corpo de Nick foi assumido por seu futuro eu mais sombrio "Nick Starr", que passou a afastar seus amigos com seu comportamento, deixando o atual Nick como uma "alma perdida" em um limbo fantasmagórico com Duke. Enquanto isso, Matthew fala com seu pai, que admite que sempre o conheceu e o aceita, e o conforta dizendo que sua mãe entenderá com o tempo. Depois que uma tentativa de forçar Starr para fora de seu corpo falha, Nick consegue recrutar Andrew e Missy em uma missão para pular em seu corpo e forçar Starr a ir para fora. A batalha na mente de Nick torna-se devastadora, com um Mosquito da Ansiedade gigante do lado de Starr, com uma batalha no estilo kaiju com o Sapo da Gratidão (trazido por Jessi), mas eventualmente Starr é derrotado, e uma versão assustada de Nick se combina com o Nick real para que tornem-se apenas um. Depois disso, Rick, O Monstro Hormonal termina o episódio com um número musical. Nota: Começando com este episódio, Ayo Edebiri substitui Jenny Slate nos créditos de abertura. |              |                                                                      |               |                                      |                       |

### 5.ª Temporada (2021)
| N.º geral | N.º na temp. | Título Original Título no Brasil                                                   | Dirigido por    | Escrito por                  | Lançamento            |
| --- | ------------ | ---------------------------------------------------------------------------------- | --------------- | ---------------------------- | --------------------- |
| 42 | 1            | "No Nut November" "Novembro sem gozo" (BR)                                         | Bryan Francis   | Gil Ozeri                    | 5 de novembro de 2021 |
| Jay precisa tirar lola da cabeça, e pede que os amigos o acompanhem em um desafio. Missy é surpreendida por um novo paquera.                                                  |              |                                                                                    |                 |                              |                       |
| 43 | 2            | "The Shane Lizard Rises" "Largatixa da vergonha" (BR)                              | Andres Salaff   | Emily Altman & Victor Quinaz | 5 de novembro de 2021 |
| O Mago da Vergonha desce a lenha nos corpos dos alunos durante uma aula de natação.                                                                                           |              |                                                                                    |                 |                              |                       |
| 44 | 3            | "Lovebugs" "Besouros-do-amor" (BR)                                                 | Henrique Jardim | Kelly Galuska                | 5 de novembro de 2021 |
| Walter, o besouro-do-amor, aparece para ajudar Nick a desenrolar os sentimentos. Jessi se anima para um protesto contra o mascote da escola.                                  |              |                                                                                    |                 |                              |                       |
| 45 | 4            | "The Green-Eyed Monster" "Monstro de olhos verdes" (BR)                            | Bryan Francis   | Joe Wengert                  | 5 de novembro de 2021 |
| Uma onda de amores não correspondidos, rivalidade e ciúmes deixa todo mundo com os ânimos exaltados. Andrew fica um pouco obcecado por um professor substituto.               |              |                                                                                    |                 |                              |                       |
| 46 | 5            | "Thanksgiving" "Ação de graças" (BR)                                               | Andres Salaff   | Brandon Kyle Goodman         | 5 de novembro de 2021 |
| Misy tenta mostrar as primas que não é idiota. Andrew se volta contra a tirania do pai Jessi epera por um milagre.                                                            |              |                                                                                    |                 |                              |                       |
| 47 | 6            | "Best Friends Make The Best Lovers" "Melhores amigas são as melhores amantes" (BR) | Henrique Jardim | Mitra Jouhari                | 5 de novembro de 2021 |
| Jessie reflete sobre o amor que sente por Ali. Nick se junta a Devon para uma noite só de garotos. Andrew mostra sua nova personalidade e Missy espalha um boato na internet. |              |                                                                                    |                 |                              |                       |
| 48 | 7            | "I F**king Hate You" "Eu odeio vocês" (BR)                                         | Bryan Francis   | Jak Knight                   | 5 de novembro de 2021 |
| Influenciados pelos novos monstros, Missy e Nick caem em uma espiral de ódio. Jay dá um show para reconquistar Lola.                                                          |              |                                                                                    |                 |                              |                       |
| 49 | 8            | "A Very Big Mouth Christimas" "Um natal muito big mouth" (BR)                      | Henrique Jardim | Joe Wengert & Emily Altman   | 5 de novembro de 2021 |
| As histórias clássicas de natal ganham uma versão apimentada nesse especial apresentado pelas marionetes de Maury e Connie                                                    |              |                                                                                    |                 |                              |                       |
| 50 | 9            | "Sugarbush" "Sugarbush" (BR)                                                       | Andres Salaff   | Victor Quinaz                | 5 de novembro de 2021 |
| Em uma viagem de férias, Leah se prepara para transar com Val e Andrew se interessa por uma garota.                                                                           |              |                                                                                    |                 |                              |                       |
| 51 | 10           | "Re-New Year's Eve" "Feliz Ano Re-Novo" (BR)                                       | Bryan Francis   | Gil Ozeri                    | 5 de novembro de 2021 |
| Nick segue Walter até a terra dos monstros para falar com um responsável. Uma festa de Ano-Novo inspira grandes gestos.                                                       |              |                                                                                    |                 |                              |                       |

### 6.ª Temporada (2022)
| N.º geral | N.º na temp. | Título Original Título no Brasil                                            | Dirigido por    | Escrito por      | Lançamento            |
| --- | ------------ | --------------------------------------------------------------------------- | --------------- | ---------------- | --------------------- |
| 52 | 1            | "The Hookup House" " A casa do vuco-vuco" (BR)                              | Bryan Francis   | Gil Ozeri        | 28 de outubro de 2022 |
| Depois de passarem semanas a fio presos em casa com as famílias por causa da neve, eles só querem achar um lugar de pegação. Um colega novo desperta o interesse de Missy. |              |                                                                             |                 |                  |                       |
| 53 | 2            | "Twenty Two and You" "Vinte dois e você" (BR)                               | Alex Salyer     | Joe Wengert      | 28 de outubro de 2022 |
| Nick descobre um segredo de família guardado a sete chaves. Jay insiste em apresentar Matthew ao clã Bilzerian. O besouro-do-amor de Andrew tem que encarar o trabalho.    |              |                                                                             |                 |                  |                       |
| 54 | 3            | "Vagina Shame" "Vergonha vaginal" (BR)                                      | Henrique Jardim | Emily Altman     | 28 de outubro de 2022 |
| Depilação, coceira, menstruação... Rita St. Swithens, a grande dama da humilhação, vai ter muito o que fazer neste episódio especial.                                      |              |                                                                             |                 |                  |                       |
| 55 | 4            | "Rice Purity Test" "Teste de pureza" (BR)                                   | Bryan Francis   | Victor Quinaz    | 28 de outubro de 2022 |
| Um questionário picante viraliza, gerando brigas e movimentando amizades inesperadas. Matthew organiza um chá de bebê para Maury.                                          |              |                                                                             |                 |                  |                       |
| 56 | 5            | "Andrew's Gonna Touch a Boob Tonight" "Andrew vai tocar uma peitchuca" (BR) | Alex Salyer     | L. E. Correia    | 28 de outubro de 2022 |
| Andrew se prepara para uma noite promissora com Bernie. Nick vai se encontrar com seu avô secreto. Jay faz um jantar romântico para Matthew.                               |              |                                                                             |                 |                  |                       |
| 57 | 6            | "The Apple Brooch" "O Broche" (BR)                                          | Henrique Jardim | Kelsey Krasnigor | 28 de outubro de 2022 |
| A voz hipinotizante de um novo acessório tecnológico convence as pessoas a fazerem coisas impensáveis. Missy precisa entender o conceito de pecado.                        |              |                                                                             |                 |                  |                       |
| 58 | 7            | "Dadda Dia!" "Baile de pais e filhas" (BR)                                  | Bryan Francis   | Gabie Liedman    | 28 de outubro de 2022 |
| Lola tira a sorte grande e ganha várias surpresas. Missy leva o pai a igreja de Elijah e os Birches bolam um adeus ao novo membro da casa.                                 |              |                                                                             |                 |                  |                       |
| 59 | 8            | "Asexual Healing" "Assexual" (BR)                                           | Alex Salyer     | Shantira Jackson | 28 de outubro de 2022 |
| Elijah não sente os mesmos desejos que seus amigos e tenta entender o motivo. O ciúme toma conta de Andrew e ele decide surpreender Bernie.                                |              |                                                                             |                 |                  |                       |
| 60 | 9            | "The Parents Aren't Alrght" "Nossos pais são malucos" (BR)                  | Henrique Jardim | Kelly Galuska    | 28 de outubro de 2022 |
| Andrew e Nick lidam com crises de família. Jessi conhece a nova criança e Matthew percebe que transformou Jay em outra pessoa.                                             |              |                                                                             |                 |                  |                       |
| 61 | 10           | "F**ked Up Friday" "Sexta-feira muito louca" (BR)                           | Bryan Francis   | Gil Ozeri        | 28 de outubro de 2022 |
| Acordar no corpo de outra pessoa só pode ser sinônimo de passar por situações desconfortáveis e viver revelações bombásticas. Né?                                          |              |                                                                             |                 |                  |                       |

### 7.ª Temporada (2023)
| N.º geral | N.º na temp. | Título Original Título no Brasil | Dirigido por              | Escrito por                                       | Lançamento            |
| --- | ------------ | --- | ------------------------- | ------------------------------------------------- | --------------------- |
| 62 | 1            | "Big Mouth's Going to High School (But Not for Nine More Episodes)" "Big Mouth vai para o ensino médio (mas não por outros nove episódios)" (BR) | Chris Ybarra              | Victor Quinaz                                     | 20 de outubro de 2023 |
| Restando apenas dois meses para terminar o oitavo ano, o grupo visita o novo colégio com a ajuda de estudantes mais velhos. Jay foge de seus irmãos assustadores.                  |              | |                           |                                                   |                       |
| 63 | 2            | "Epididymits" "Epididimite" (BR) | Bob Bowen & Paul Scarlata | Joe Wengert                                       | 20 de outubro de 2023 |
| O médico indica repouso testicular para Andrew. Nick pede ajuda a Jay para ficar sarado para o colégio. Jessi vê Caitlin amamentando e acha fascinante.                            |              | |                           |                                                   |                       |
| 64 | 3            | "The Ambition Gremlin" "Gremlin da ambição" (BR)                                                                                                 | Bryan Francis             | L. E. Correia                                     | 20 de outubro de 2023 |
| Sem distrações, o desempenho de Andrew na escola melhora, e seu pai o parabeniza. Jessi exagera ao tentar imitar o estilo legal e maduro de Leah.                                  |              | |                           |                                                   |                       |
| 65 | 4            | "Day Tripping" "Viagem" (BR) | Henrique Jardim           | Peter Kelly                                       | 20 de outubro de 2023 |
| Andrew e Nick seguem Judd até o Brooklyn em busca de drogas. Jay fica com ciúmes do relacionamento de Kurt e Lola. Jessi ultrapassa os limites na casa de Matthew.                 |              | |                           |                                                   |                       |
| 66 | 5            | "Graduation" "Formatura" (BR) | Bob Bowen & Alex Salyer   | Brandon Kyle Goodman                              | 20 de outubro de 2023 |
| O dia da formatura está chegando, e Nick precisa decidir se vai estudar na Academia Cobblestones. Após ser eleito o "Humano mais nojento", Andrew resolve se desculpar.            |              | |                           |                                                   |                       |
| 67 | 6            | "The International Show" "Série internacional" (BR)                                                                                              | Alex Salyer               | Victor Quinaz & Jess Dweck & Brandon Kyle Goodman | 20 de outubro de 2023 |
| Neste episódio especial de Big Mouth, Maury e Connie analisam como os adolescentes de vários países diferentes encaram a puberdade.                                                |              | |                           |                                                   |                       |
| 68 | 7            | "Get the F**k Outta My House" "Sai da p**ra da minha casa" (BR)                                                                                  | Chris Ybarra              | Shantira Jackson                                  | 20 de outubro de 2023 |
| Andrew se interessa pela nova vizinha (e pela mãe dela). Nick não quer ser apenas amigo de Danni, mas o "rolinho" dela com Travis atrapalha.                                       |              | |                           |                                                   |                       |
| 69 | 8            | "The Bad Hookup" "Pegação ruim" (BR) | Paul Scarlata             | Fran Gillespie                                    | 20 de outubro de 2023 |
| Em sua primeira festa do ensino médio, Andrew descobre seu talento para jogos de bebida, Nick espera ter uma chance com Danni, e Missy conhece um possível namorado.               |              | |                           |                                                   |                       |
| 70 | 9            | "Panic! At The Mall" "Pânico no shopping" (BR)                                                                                                   | Bryan Francis             | Augustus Schiff & Joe Wengert                     | 20 de outubro de 2023 |
| Durante uma festa do pijama, Jay ensina Andrew a se defender de valentões. Depois, Missy fica sobrecarregada enquanto faz compras para a volta às aulas com Jessi.                 |              | |                           |                                                   |                       |
| 71 | 10           | "A Finger In Time" "Um dedo no tempo" (BR) | Henrique Jardim           | Gil Ozeri                                         | 20 de outubro de 2023 |
| As crianças do Big Mouth começam o ensino médio. Andrew olha para dentro de si mesmo para resolver seu problema com Pumbaa, enquanto Dread impede Missy de ir ao seu primeiro dia. |              | |                           |                                                   |                       |

### 8.ª Temporada (2025)
| N.º geral | N.º na temp. | Título Original Título no Brasil                                                                   | Dirigido por    | Escrito por                   | Lançamento         |
| --- | ------------ | -------------------------------------------------------------------------------------------------- | --------------- | ----------------------------- | ------------------ |
| 72 | 1            | "Homecumming" "Baile de goza as aulas" (BR)                                                        | ASD             | Andrew Goldberg               | 23 de maio de 2025 |
| Com um baile importante chegando, o FOMO está por toda parte: Missy sente falta da escola, Matthew chora pelo leite derramado e Andrew suspeita que o Outro Andrew é mau.    |              | |                 |                               |                    |
| 73 | 2            | "Cliques, Pricks, and Sonic's Dick" "Qual é a sua turma?" (BR)                                     | Henrique Jardim | Mitra Jouhari                 | 23 de maio de 2025 |
| Jessie e Jay se juntam para cuidar de bebês melões. Missy encara seus medos, e Nick e o Outro Andrew tentam entrar num grupo de alunos super-ricos.                          |              | |                 |                               |                    |
| 74 | 3            | "Why Do We Go Through Puberty?" "Puberdade" (BR)                                                   | Paul Scarlata   | Victor Quinaz                 | 23 de maio de 2025 |
| Nick Passa por um crescimento incrível, e a professora Dunn leva a turma em uma excursão para dentro de um corpo de uma adolescente para ensinar as maravilhas da puberdade. |              | |                 |                               |                    |
| 75 | 4            | "Lola Skumpy: License to Drive" "Lola Skumpy: Licença para dirigir" (BR)                           | Ross Bradley    | Jess Dweck                    | 23 de maio de 2025 |
| A imprudente Lola recebe uma licença para aprender a dirigir. Jessi e mãe brigam feio. A mãe de Nick encontra sua camiseta especial enquanto limpa o quarto.                 |              | |                 |                               |                    |
| 76 | 5            | "Am I Smoking Too Much Weed?" "Será que estou fumando maconha demais?" (BR)                        | Alex Salyer     | L. E. Correia                 | 23 de maio de 2025 |
| A Kitty da depressão convence a ansiosa Jessi a se importar menos. Nick chama a atenção de Devin, e o grupo de robótica faz suua primeira excursão de passar a noite.        |              | |                 |                               |                    |
| 77 | 6            | "Everyone Watches Porn" "Todo mundo vê porno" (BR)                                                 | Henrique Jardim | Walter Kelly & Jasmine Pierce | 23 de maio de 2025 |
| Matthew explora sua orientação sexual, Nick diz a coisa errada e Missy usa Andrew para deixar Nate com ciúme. Jessi encontra uma surpresinha no celular de Camden.           |              | |                 |                               |                    |
| 78 | 7            | "Have Some Goddamn Compassion" "Compaixão" (BR)                                                    | Paul Scarlata   | Kelly Galuska                 | 23 de maio de 2025 |
| Connie recruta um Paquiderme da Compaixão para ensinar as crianças a ver as coisas pela perspectiva dos outros. Andrew planeja roubar o homem da Missy.                      |              | |                 |                               |                    |
| 79 | 8            | "Horny Talky Yes Please" "Conversa safadinha" (BR)                                                 | Ross Bradley    | Joe Wengert                   | 23 de maio de 2025 |
| O besouro do amor de Missy aparece para resolver um problema. Jessi pratica o consentimento entusiástico. Nick tenta viver sem pornô. Lola transforma o cachorro de Jay.     |              | |                 |                               |                    |
| 80 | 9            | "Everything We Forgot to Tell You About Sex" "Tudo o que nós esquecemos de contar sobre sexo" (BR) | Alex Salyer     | Emily Altman & Peter Kelly    | 23 de maio de 2025 |
| Em honra ao penúltimo episódio da série, Maury e Connie leem as cartinhas dos fãs de Big Mouth para responder perguntas curiosas.                                            |              | |                 |                               |                    |
| 81 | 10           | "The Great Unknown" "O desconhecido" (BR)                                                          | Henrique Jardim | Gil Ozeri                     | 23 de maio de 2025 |
| A turma está entrando na vida adulta, e um final inesquecível a leva de volta ao lugar onde tudo começou para dizer adeus (e encarar o futuro).                              |              | |                 |                               |                    |

## Produção
O escritor de TV, Andrew Goldberg, e os roteiristas-diretores Jennifer Flackett e Mark Levin abordaram Nick Kroll, o melhor amigo de Goldberg desde a infância, com a ideia de desenvolver um programa sobre a puberdade. Kroll e Goldberg usaram suas experiências de puberdade divergentes como uma peça central da série, porque Kroll teve um início tardio, enquanto Goldberg passou pelas mudanças físicas da puberdade muito cedo. Muitas de suas experiências vividas são apresentadas na série, como o primeiro beijo de Kroll e os pais de Goldberg depilando seu bigode. O programa também inclui a experiência de sua amiga de infância, Lizzie, em quem a personagem de Jessi se baseia, tendo seu primeiro período em uma viagem escolar para a Estátua da Liberdade. De acordo com Kroll em uma entrevista na NPR, Big Mouth "olha da mesma forma como é para meninas e mulheres, o processo de passar pela puberdade, que eu acho que não foi tão explorado na maioria da cultura popular." A Netflix anunciou que comprou Big Mouth em junho de 2016.

### Reformulação de Missy
Em 24 de junho de 2020, foi anunciado que Jenny Slate não daria mais voz a Missy Foreman-Greenwald, devido ao fato da reformulação ser a favor de uma atriz afro-americana na sequência dos protestos de George Floyd. A última vez que Slate dublou Missy foi na quarta temporada, já que ela gravou suas falas com antecedência. Em 28 de agosto de 2020, foi relatado que Ayo Edebiri foi escalado para substituir Slate como Missy. Sua primeira aparição como Missy foi em "Casa Mal-Assombrada", o penúltimo episódio da quarta temporada.

## Lançamento
A primeira temporada, consistindo de dez episódios, estreou na Netflix em 29 de setembro de 2017. Em 24 de outubro de 2017, foi confirmado que uma segunda temporada havia sido encomendada, que foi lançada em 5 de outubro de 2018. Em 17 de novembro de 2018, a Netflix anunciou que Big Mouth havia sido renovado para uma terceira temporada. A terceira temporada foi precedida por um episódio especial do Dia dos Namorados em 8 de fevereiro de 2019. Em 26 de julho de 2019, a Netflix renovou a série para uma sexta temporada. Em 21 de agosto de 2019, foi relatado que a terceira temporada estava programada para ser lançada em 4 de outubro de 2019. A quarta temporada foi lançada em 4 de dezembro de 2020.

## Recepção

### Resposta da crítica
Big Mouth foi aclamado pela crítica desde seu lançamento. No Rotten Tomatoes, a primeira temporada tem um índice de aprovação de 100% com base em 22 resenhas, com o consenso crítico lendo, "A animação simplista e o humor escatológico de Big Mouth desmentem seus personagens bem delineados e sua abordagem inteligente e empática à bagunça da adolescência." No Metacritic, ele possui uma classificação de 80 em 100, com base em 6 críticos, indicando "críticas geralmente favoráveis".
No Rotten Tomatoes, a segunda temporada tem um índice de aprovação de 100% com base em 30 resenhas, com o consenso crítico lendo "Pungentemente repulsivo, Big Mouth continua a confrontar a estranheza da adolescência com alegria desbocada e uma camada adicional de maturidade." No Metacritic, ele tem uma pontuação de 90 em 100 para a segunda temporada, com base em 9 críticas, indicando "aclamação universal".
A terceira temporada recebeu aclamação da crítica. O Rotten Tomatoes deu à terceira temporada uma classificação de 96% com base em 30 resenhas, com o consenso crítico lendo "Como os personagens em seu centro, a terceira temporada de Big Mouth continua a crescer, assumindo novas questões complicadas com o mesmo olhar grosseiro, mas totalmente empático, que a tornou tão adorável em primeiro lugar." No Metacritic, ele tem uma pontuação de 84 em 100 para a terceira temporada, com base em 5 críticas, indicando "aclamação universal".
Para a quarta temporada, o agregador de resenhas Rotten Tomatoes, relatou um índice de aprovação de 100% com base em 14 resenhas, com uma classificação média de 8,67/10. O consenso dos críticos do site diz: "A quarta temporada de Big Mouth é mais um tour de force de comédia empática que consegue ficar ainda melhor ao finalmente dar a Missy o enredo que ela merece." O Metacritic deu à quarta temporada uma pontuação média ponderada de 88 fora de 100 com base em 4 avaliações, indicando "aclamação universal".
A Vox descreveu a primeira temporada como acentuada e chocante, retratando a estranheza da pubescência, pós-pubescência e pré-pubescência. Erik Adams do The A.V. Club concedeu à segunda temporada um 'A-'. Adams elogiou o elenco, especialmente Thewlis, e a experimentação desta temporada, comentando que "está demonstrado que ele merece ser incluído em qualquer conversa sobre os grandes nomes da animação da TV".

### Prêmios e indicações
| Ano  | Prêmio                            | Categoria                                                                                | Nomeação                                                                    | Resultado | Ref.          |
| ---- | --------------------------------- | ---------------------------------------------------------------------------------------- | --------------------------------------------------------------------------- | --------- | ------------- |
| 2018 | Annie Awards                      | Melhor Audiência de Televisão Geral/Produção de Transmissão                              | Big Mouth (para "Am I Gay?")                                                | Indicado  | [ 41 ]        |
| 2018 | Primetime Emmy Awards             | Excelente Música e Letras Originais                                                      | Mark Rivers (para "Totally Gay")                                            | Indicado  | [ 42 ]        |
| 2019 | Annie Awards                      | Melhor Audiência de Televisão Geral/Produção de Transmissão                              | Big Mouth (para "The Planned Parenthood Show")                              | Indicado  | [ 43 ]        |
| 2019 | MTV Movie & TV Awards             | Melhor Programa                                                                          | Big Mouth                                                                   | Indicado  | [ 44 ]        |
| 2019 | MTV Movie & TV Awards             | Melhor Atuação Cômica                                                                    | John Mulaney                                                                | Indicado  | [ 44 ]        |
| 2019 | Primetime Emmy Awards             | Excelente Programa de Animação                                                           | Big Mouth (para "The Planned Parenthood Show")                              | Indicado  | [ 45 ]        |
| 2020 | Casting Society of America        | Televisão – Animação                                                                     | Julie Ashton-Barson                                                         | Venceu    | [ 46 ]        |
| 2020 | Primetime Emmy Awards             | Excelente Programa de Animação                                                           | Big Mouth (para "Disclosure the Movie: The Musical")                        | Indicado  | [ 47 ]        |
| 2020 | Primetime Emmy Awards             | Excelente Desempenho de Locução de Personagem                                            | Maya Rudolph como Connie, a Monstra Hormonal (para "How To Have An Orgasm") | Venceu    | [ 47 ]        |
| 2020 | Primetime Emmy Awards             | Excelente Programa Interativo de Derivativos                                             | Big Mouth Guide to Life                                                     | Venceu    | [ 47 ]        |
| 2021 | Critics' Choice Super Awards      | Melhor Série Animada                                                                     | Big Mouth                                                                   | Indicado  | [ 48 ]        |
| 2021 | Critics' Choice Super Awards      | Melhor Ator de Voz em Série Animada                                                      | Nick Kroll                                                                  | Indicado  | [ 48 ]        |
| 2021 | Critics' Choice Super Awards      | Melhor Ator de Voz em Série Animada                                                      | John Mulaney                                                                | Indicado  | [ 48 ]        |
| 2021 | Critics' Choice Super Awards      | Melhor Atriz de Voz em Série Animada                                                     | Maya Rudolph                                                                | Indicado  | [ 48 ]        |
| 2021 | GLAAD Media Awards                | Excelente Série de Comédia                                                               | Big Mouth                                                                   | Indicado  | [ 49 ]        |
| 2021 | Annie Awards                      | Conquista Notável por Escrever em uma Série de Televisão Animada/Produção de Transmissão | Andrew Goldberg e Patti Harrison                                            | Venceu    | [ 50 ] [ 51 ] |
| 2021 | American Cinema Editors Awards    | Animação Melhor Editada (Não-Teatral)                                                    | Felipe Salazar (para "Nick Starr")                                          | Indicado  | [ 52 ]        |
| 2021 | Casting Society of America Awards | Animação de Televisão                                                                    | Julie Ashton                                                                | Venceu    | [ 53 ]        |
| 2021 | NAACP Image Awards                | Excelente Série Animada                                                                  | Big Mouth                                                                   | Indicado  | [ 54 ]        |

## Spin-off
Em 3 de outubro de 2019, a Netflix anunciou um pedido direto para a série de um spin-off intitulado, Human Resources (Recursos Humanos, em tradução livre), ambientada no universo do programa. Kroll, Goldberg, Levin, Flackett e Kelly Galuska serão os produtores. Em 14 de junho de 2021, mais detalhes da série foram anunciados, incluindo o elenco. Kroll, Rudolph e Thewlis irão repetir seus papéis como Maury, Connie e o Mago da Vergonha, respectivamente. Membros do elenco adicionais incluem Aidy Bryant, Brandon Kyle Goodman, Keke Palmer e Randall Park.